# 全氟丁烷
全氟丁烷（英語：Perfluorobutane，缩写PFB，IUPAC名为十氟丁烷（Decafluorobutane）是分子式为C4F10的一种氟碳化合物，是正丁烷的全氟衍生物，可取代三氟溴甲烷（哈龙1301）作为气体灭火剂，也可作为新一代微泡超声造影成像的介质气体。